# 蕭艾
蕭艾（1964年8月3日—），臺北藝術大學戲劇學系表演組畢業，台灣女演員。在排練場上，她有「風紀股長」之稱。她曾擔任電影、電視劇、舞台劇演員，也擔任幕後工作，例如：舞台劇指導、導演等。
1993年，以華視經典劇場《像我們這樣一個家》獲得第28屆金鐘獎最佳女主角獎。
她在蘆洲時期國立藝術學院的課堂上，第一堂表演課就是由汪其楣所教授。1980年代賴聲川從美國回台灣教書，她是他第一批教授的學生。到1990年代，蕭艾在表演上的自由、創造和想像力因被賴聲川所帶領的集體即興創作有所啟發，便開始涉足幕後製作、執導舞台劇、拍攝電視劇，另外參與電影助理導演與戲劇指導的工作。

## 作品

### 電影
| 年份   | 片名                   | 飾演       | 備註                           |
| 1985年 | 《童年往事》           | 何蕙蘭     | 導演侯孝賢，編劇朱天文、侯孝賢 |
| 1988年 | 《怨女》               | 三奶奶     | 導演兼編劇但漢章               |
| 1991年 | 《牯嶺街少年殺人事件》 | 冰店老闆娘 | 並任副導。導演楊德昌           |
| 2005年 | 《龍眼粥》             | 客串演出   | 李行監製                       |

### 舞台劇
| 年份   | 劇團           | 劇名                             | 飾演        | 備註                                                                           |
| 1988年 | 表演工作坊     | 《開放配偶（非常開放）》         | 太太/余愛華 | 陳明才編導                                                                     |
| 1991年 | 隨意工作組劇團 | 《今晚菜色如何，娘子？》         |             | 鄧安寧導演                                                                     |
| 1991年 | 表演工作坊     | 《暗戀桃花源》                   | 雲之凡      | 賴聲川編導                                                                     |
| 1993年 | 表演工作坊     | 《廚房鬧劇》                     | 陳艾華      | 陳立華導演                                                                     |
| 1995年 | 表演工作坊     | 《一夫二主》                     | 比雅        | 賴聲川導演                                                                     |
| 1996年 | 表演工作坊     | 《情聖正傳》                     | 菲菲        | 陳立華導演                                                                     |
| 1996年 | 表演工作坊     | 《新世紀，天使隱藏人間》         | 哈普        | 賴聲川導演                                                                     |
| 1997年 | 表演工作坊     | 《運將、黑道、狗、和他的老婆們》 | 記者一      | 與丁乃箏同為導演                                                               |
| 1998年 | 表演工作坊     | 《我和我和他和他》               | 簡如鏡      | 賴聲川導演                                                                     |
| 1999年 | 表演工作坊     | 《十三角關係》                   | 葉玲/林阿姨 | 賴聲川編導                                                                     |
| 1999年 | 表演工作坊     | 《暗戀桃花源》                   | 雲之凡      | 賴聲川編導                                                                     |
| 2001年 | 表演工作坊     | 《等待狗頭》                     | 拉第米爾    | 賴聲川導演                                                                     |
| 2002年 | 表演工作坊     | 《永遠的微笑》                   | Lu Lu       | 金士傑編導                                                                     |
| 2010年 | 果陀劇場       | 《17年之癢》                     | 趙美蓮      | 與李立群、陳湘琪、賴雅妍合作演出                                               |
| 2011年 | 台北故事劇場   | 《露露聽我說》                   | 麗芬        | 大陸巡迴，與張信哲、林嘉俐合作演出                                             |
| 2011年 | 台北故事劇場   | 《花季未了》                     | 碧華        | 與丁也恬、林美秀、林嘉俐、呂曼茵、賴雅妍合作演出                               |
| 2015年 | 人力飛行劇團   | 《星光劇院》                     |             |                                                                                |
| 2015年 | 全民大劇團     | 《同學會》                       |             |                                                                                |
| 2016年 | 全民大劇團     | 《同學會！同鞋～》               |             |                                                                                |
| 2016年 | 表演工作坊     | 《寶島一村》                     |             |                                                                                |
| 2017年 | 全民大劇團     | 《室友》                         |             |                                                                                |
| 2017年 | 人力飛行劇團   | 《櫻桃園2047》                   |             |                                                                                |
| 2019年 | 表演工作坊     | 《暗戀桃花源》                   | 雲之凡      | 與邱澤、屈中恆、唐從聖和張本渝合作演出                                         |
| 2021年 | 表演工作坊     | 《江／雲・之／間》               | 雲之凡      | 與張震、胡德夫、韋以丞、劉美鈺、賴梵耘、朱宥琳、翁銓偉、李劭婕、呂名堯合作演出 |
| 2021年 | 果陀劇場       | 《我的大老婆》                   | 琳達        | 與曾國城、王琄、姚坤君和范乙霏合作演出                                         |
| 2022年 | 表演工作坊     | 《如夢之夢》                     |             | 與莫子儀、屈中恆、李劭婕合作演出                                               |
| 2024年 | 表演工作坊     | 《張愛玲的最後一夜》             |             | 與張靜之、張本渝、周宇柔、屈中恆、樊光耀、梁正群合作演出                       |

### 電視劇
| 年份        | 頻道             | 劇名                                   | 飾演                                                       |
| 1991年      | 華視             | 《華視劇展》小市民的天空系列〈冬日函〉 |                                                            |
| 1993年      | 華視             | 《包青天》〈狸貓換太子〉               | 劉太后                                                     |
| 1993年      | 台視             | 《愛愛的日記》                         | 顧愛愛                                                     |
| 1995~1998年 | 超視             | 《我們一家都是人》〈清流工廠〉         | 紫雲。表演工作坊製作                                       |
| 1995~1998年 | 超視             | 《我們一家都是人》〈台灣精神〉         | 艾琳。表演工作坊製作                                       |
| 1995~1998年 | 超視             | 《我們一家都是人》〈寶島大國民〉       | 可玲。表演工作坊製作                                       |
| 1996年      | 華視             | 《紅樓夢 (1996年電視劇)》              | 襲人                                                       |
| 2000年      | 民視             | 民視劇場《男人天堂》                   | 家茵                                                       |
| 2003年      | 公視             | 《孽子》                               | 麗月                                                       |
| 2004年      | 華視             | 《候鳥e人》                            | 沈婉窈                                                     |
| 2005年      | 公視             | 人生劇展《壞蛋》                       | 江憶安                                                     |
| 2009年      | 公視             | 《最愛就是你》                         | 楊蘊怡。入圍2009年第44屆金鐘獎迷你劇集女主角獎。沈時華製作 |
| 2011年      | 八大             | 金鐘劇《寓言》                         | 任導演                                                     |
| 2012年      | 台視周五優質戲劇 | 《罪美麗》                             | 葉太太 （特別演出）                                        |

### 主持
| 年份   | 頻道 | 節目                                                               |
| 1993年 | 台視 | 綜藝節目《歡樂急轉彎》，代理主持人，另一主持人為澎恰恰。王偉忠製作 |
| 2005年 | 華視 | 綜藝節目《絕代雙椒》，與方芳主持（演）。方芳製作                   |

### 相聲
| 年份   | 劇團       | 劇名                                        |
| 2005年 | 表演工作坊 | 《這一夜，Women說相聲》，與方芳、鄧程惠主演 |

### 廣告
- 1991年 豐年果糖（與夏靖庭、鄧程惠共演）
- 1996年 台鹽健康低鈉鹽（與文英、林瑞陽共演）
- 1999年 仁山利舒洗髮精